# ناهید حقیقت
ناهید حقیقت تصویرگر، هنرمند چاپگر و نقاش ایرانی-آمریکایی است که در شهر نیویورک زندگی می‌کند. او به واسطه نقاشی‌ و چاپ‌های خود با تصاویر لایه باز بسیار شناخته شده‌است.

## زندگی‌نامه
ناهید حقیقت در سال ۱۹۴۳ در ایران متولد شد. در اوایل دهه ۱۹۷۰ او در دانشگاه هنرهای زیبا در دانشگاه نیویورک (NYU) تحصیل کرد و در حالی که در دانشگاه بود با همسرش، نیکی نجومی آشنا شد.
حقیقت دارای دکترای آموزش هنر از دانشگاه نیویورک (NYU) و دکترای دانشگاه هانتینگتون در رفتار درمانی است. کار او بخشی از مجموعه دائمی در موزه هنر متروپولیتن است.

## آثار

### تصویرگری
- مونا، جلد CD / آلبوم، موسیقی توسط مارکتا ایرگلووا، 2014[۷]
- انار، جلد CD / آلبوم، موسیقی توسط مارکتا ایرگلووا، 2011[۸]
- نصف برای تو، نوشته م. آزاد، 2010[۹]
- پاتر کوچک شجاع ، بازخوانی شده توسط اریک بری، 1973[۱۰]
- داستان رابین کوچک ، نوشته م. آزاد، 1968[۱۱]

### نمایشگاه‌ها
- ۲۰۱۳–۲۰۱۴: ایران مدرن، جامعه آسیایی، نیویورک[۵]
- ۲۰۱۳: اتحاد روابط عمومی ایرانیان آمریکایی (PAAIA) گالا، سانفرانسیسکو، کالیفرنیا[۱۲]
- ۲۰۱۱: نمایشگاه دانشنامه ایرانیکا ، گالری لیلا هلر، نیویورک، نیویورک[۱۳]
- ۲۰۱۰: یک نسل - هفت هنرمند، گالری فضایی زورا، بروکلین، نیویورک[۱۴]
- ۱۹۸۷: یک زوج ایرانی ، گالری شرکات، نیویورک، نیویورک[۱۵]